# Negin Amiripour
Negin Amiripour (persisch نگین امیری‌پور; anhörenⓘ; * 26. August 1985) ist eine iranische Badmintonspielerin. 

## Karriere
Negin Amiripour siegte bei den Iran International 2006, den Iran International 2007, den Bahrain International sowie bei den Kenya International 2014. Weitere Podestplätze belegte sie unter anderem bei den South Africa International 2009, den Syria International 2008 und den Iraq International 2012. 2006 startete sie bei den Badminton-Weltmeisterschaften.